# Exeed VX
La Exeed VX è un'autovettura di tipo SUV prodotta dalla casa automobilistica cinese Chery Automobile a marchio Exeed dal 2021.

## Descrizione

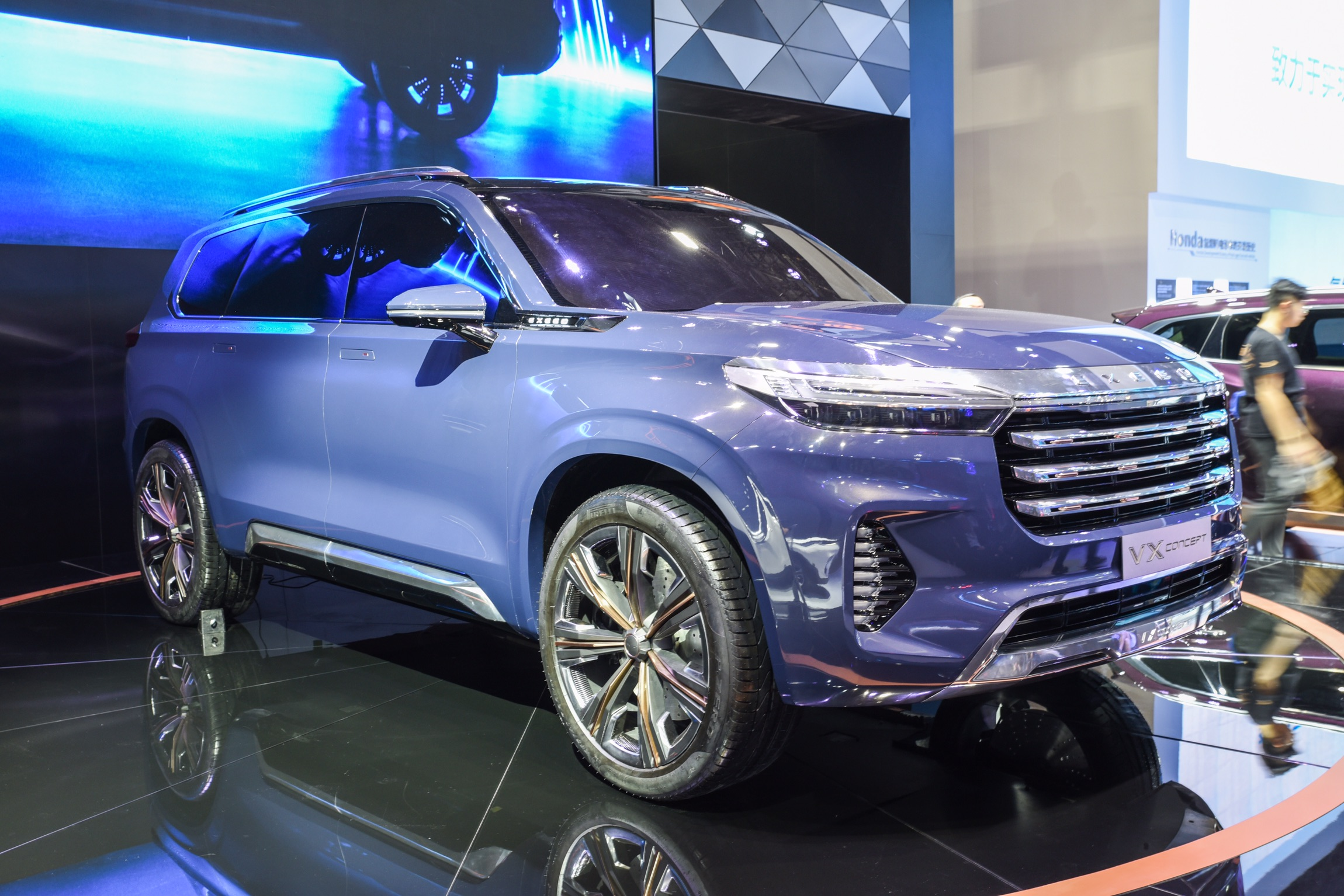
Exeed VX Concept

La VX è stata anticipata dall'Exeed VX Concept, una concept car presente durante il salone di Guangzhou nel novembre 2019, di un crossover SUV di medie dimensioni più grande della Exeed TX, caratterizzato da un design esterno con le maniglie delle portiere nascoste a filo della carrozzeria.
La versione di produzione, quasi identica nel design al concept eccetto per l'assenza delle maniglie delle porte nascoste, è stata esposta durante il Salone di Pechino a settembre 2020, con le vendite iniziate a marzo 2021. 
La VX, che si posiziona come vettura di punta del marchio Exeed collocandosi appena sopra l'Exeed TX, si caratterizza per un abitacolo che può ospitare fino a 7 persone in configurazione 2+3+2. La VX è disponibile con due motorizzazioni entrambe turbo benzina a quattro cilindri in linea, da 1,6 litri che produce 197 CV (145 kW) e 290 Nm o da 2,0 litri che produce 254 CV (187 kW) e 390 Nm, abbinati ambedue ad un cambio a doppia frizione con 7 rapporti.